# 헤이케 미치요
헤이케 미치요(平家みちよ, 1979년 4월 6일 ~ )는 오사카부 출신이자, 미에현 태생의 일본 가수이다. 2004년부터 현재 미치요(みちよ) 명의로 활동 중이다.

## 약력
- 미에현립 나바리서고등학교(10기생)를 졸업 후, 1997년에 「ASAYAN」(테레비도쿄)로 행해진「샤란Q 여성 락 가수 오디션」의 그랑프리 획득을 계기로 연예계 진출. 후에 결성되는 모닝구무스메。들과 함께 헬로! 프로젝트의 핵심을 이루고 있었다.
- 1997년 11월 5일, 샤란Q 프로듀스의 싱글「GET」로 워너 뮤직 재팬으로부터 데뷔. 오리콘 차트 최고 위는 24위. 다음 6일은 일본 무도관에서 첫 피로연으로서 데뷔 이벤트를 개최해,「ASAYAN」로부터 10,000명을 초대. 현지 삼중에서는, 헤이케 미치요 후원회 100명이 응원에 달려왔다.
- 2002년 11월에 헬로! 프로젝트를 졸업. 졸업 라이브는 도쿄도, 오사카 부, 도치기현에서 행해졌다.
- 2004년 3월에 아티스트 명을「미치요(みちよ)」라고 개명해, 인디즈 라벨에서 전곡 작사 · 작곡을 다룬 1st 앨범「JECICA」를 발매. 싱어 송 라이터로서 재데뷔를 완수했다.
- 2007년 3월 22일, 자신의 공식 홈페이지에서 결혼 및 임신한 것을 발표했다.
- 2007년 11월 1일, 자신의 공식 홈페이지에서 여아를 출산한 것을 발표했다.
- 2013년 12월 31일, 하로프로 첫 카운트다운 라이브 공연「Hello! Project COUNTDOWN PARTY 2013 ~ GOOD BYE & HELLO!~」에 출연(과거에 활동을 함께 한「메론키넨비」나「타이요토시스코문」등도 출연했다.).

## 음반

### 싱글
1. GET (1997년 11월 5일)
2. 卒業 〜TOP OF THE WORLD〜 (1998년 2월 15일)
3. ダイキライ (1998년 7월 1일)
4. だけど 愛しすぎて (1998년 10월 25일)
5. アナタの夢になりたい (1999년 2월 10일)
6. scene (1999년 7월 28일)
7. ワンルーム夏の恋物語 (2000년 5월 17일)
8. 愛の力 (2000년 8월 9일)
9. 結局 Bye Bye Bye (2001년 2월 7일)
10. プロポーズ (2001년 11월 7일)
11. ムラサキシキブ (2002년 6월 5일)

- 미치요 (みちよ) 명의

1. 嵐・RUN・乱 (라이브 회장 · 이벤트 회장 한정 판매)
2. unaffected (2005년 12월 9일)

### 앨범
1. Teenage Dream (1998년 3월 25일)
2. モーニング刑事。〜抱いてHOLD ON ME!〜 (1998년 9월 30일)※ 모닝구무스메。와 공동 제작한 미니 앨범
3. For ourself 〜Single History〜 (2000년 9월 13일)

- 미치요 (みちよ) 명의

1. JECICA (2004년 3월 3일)
2. 恋水姫 (2005년 2월 28일)
3. Fantasia (2006년 7월 25일)

### DVD
1. Sweets of JECICA (2004년 9월 30일)

### 토크 CD
- なみちゃんとみちよのキラキラ☆トーク VOL.1普通の女の子から夢を叶えて成功する! (가카와나 히츠지와 미치요의 토크를 수록) (2008년 11월 5일)

## 출연

### 텔레비전
- 태양의 아가씨와 바다 (1998년 4월 7일 ~ 6월 30일, 테레비도쿄) - 주연
- 와인 아가씨 사랑 이야기 (1998년 10월 2일 - 2월 18일, 테레비도쿄)
- 아이돌을 찾아라! (1999년 1월 5일 ~ 12월 28일, 테레비도쿄)※ 방송 종료는 2002년 3월 26일
- 모닝구무스메。의 배꼽 (2000년 1월 4일 ~ 3월 29일, 테레비도쿄)※ 방송 종료는 2000년 9월 29일
- 테레비도쿄 계열 심야 미니 연속 프로그램 시리즈
  - 미·소녀 일기, 미·소녀 일기 2 (「소녀 일기」내 미니 드라마, 2000년 10월 2일 ~ 2001년 3월 30일)
  - 미소녀 교육 (2001년 4월 2일 ~ 9월 28일)
  - 신·미소녀 일기 (2001년 10월 1일 ~ 2002년 3월 29일)

### 라디오
- 사운드 플라넷 (1998년 4월 3일 ~ 2002년 9월 27일 · 2008년 12월 3일, RADIO BERRY)
- 헤이케 미치요 Teenage Beat! (1998년 10월 4일 ~ 1999년 3월 28일, FM 미에)
- 헤이케 미치요 위크엔드란데브 (1999년 4월 3일 ~ 2001년 9월 30일, FM 미에)
- 헤이케 미치요의 어느 쪽까지 (2001년 1월 ~ 2002년 3월, 분카방송)
- 헷체라 헤이케★부탁해요 욧시∼ (2001년 10월 6일 - 2002년 10월 5일, CBC 라디오)
- 영탄 MUSIC MAX (MBS 라디오)

### 영화
- モーニング刑事。抱いてHOLD ON ME! (1998년 공개, 토에이)

### 뮤지컬
- LOVEセンチュリー -夢はみなけりゃ始まらない- (2001년 5월 3일 ~ 27일 모닝구무스메。주연)

### 콘서트 · 라이브
- 平家みちよ・モーニング娘。ファーストコンサート「HELLO!」 (1998년 7월 12일 ~ 27일, 3개 도시 5회 공연)
- モーニング娘。・平家みちよ「モーニング刑事。抱いて HOLD ON ME!」映画上映・撮影会・ミニライブ・握手会ツアー (1998년 8월 ~ 11월, 12개 도시 16회 공연)
- モーニング娘。・平家みちよ学園祭「モーニング刑事。抱いて HOLD ON ME!」映画上映・ミニライブ (1998년 10월 ~ 11월, 4개 대학 4회 공연)
- 平家みちよ「卒業メモリアルライブ」(2002년 11월 1일 ~ 7일)
- 「JECICA"発売記念・東阪ツアー'04」 (2004년 4월 6일 ~ 11일)
- 「恋水姫"発売記念・東阪ツアー'05」 (2005년 3월 26일 ~ 4월 2일)
- みちよ Tour 2005 『unaffected』 (2005년 11월 14일 ~ 30일)

## 소속 유닛
- 셔플 유닛
  - 키이로5 (2000년)
  - 나나닌 마츠리 (2001년)
  - 섹시♥8 (2002년)